# Clima dell'India
Basandosi sui parametri individuati dalla classificazione Köppen, il clima dell'India si può suddividere in sei sottotipi climatici; i loro influssi hanno dato origine ai territori desertici nella zona occidentale, alla tundra alpina e ai ghiacciai dei monti dell'Himalaya a nord del paese, alle regioni tropicali umide che ospitano le foreste pluviali del sudovest e ai territori delle isole del subcontinente indiano situate nell'Oceano Indiano. Queste regioni presentano microclimi decisamente differenziati, sebbene strettamente agglomerati. La nazione è, in linea di massima, soggetta a quattro stagioni: l'inverno (in gennaio e febbraio), l'estate (da metà aprile a giugno), una piovosa stagione monsonica (da giugno a settembre) e una stagione post-monsonica (da ottobre a dicembre).
La geografia e la geologia indiane sono determinanti da un punto di vista climatico: il Deserto di Thar nel nordovest e la catena dell'Himalaya a nord lavorano in tandem alla creazione di un ciclo monsonico che ha profonde influenze economiche e culturali. Quale più alta e massiccia catena montuosa del pianeta, il complesso dell'Himalaya previene gli effetti dei gelidi venti catabatici provenienti dall'Altopiano del Tibet e dall'Asia centrale. La maggior parte dell'India gode pertanto di inverni miti o leggermente freschi; la stessa barriera termica mantiene i territori indiani roventi durante l'estate.
Sebbene l'India sia attraversata nel mezzo dal Tropico del Cancro - il confine tra le zone subtropicali e tropicali - la maggior parte del Paese si può ritenere da un punto di vista climatico prettamente tropicale. Come comunemente accade nei tropici, i monsoni e altri fenomeni atmosferici sono altamente instabili: siccità, alluvioni, cicloni e altri disastri epocali sono sporadici, ma hanno fatto fuggire o causato la morte di milioni di persone. Vi è una diffusa convinzione nella comunità scientifica che l'Asia meridionale sarà soggetta in futuro a simili catastrofi naturali con maggior imprevedibilità, frequenza ed intensità. I cambiamenti nella vegetazione, unitamente all'innalzarsi del livello dei mari e conseguente alluvione delle aree costiere, sono tra gli effetti attribuibili - in corso e in previsione - al riscaldamento globale.

## Storia
Durante il Triassico, per un periodo di circa 251-199.6 Ma il subcontinente indiano apparteneva ad un vasto supercontinente conosciuto come Pangea. Nonostante la sua posizione all'interno di una fascia tra i 55–75° S (in confronto con la sua posizione corrente tra i 5 e i 35° N), latitudini ora occupate dalla Groenlandia e parte della Penisola Antartica, l'India probabilmente era interessata da un clima umido e temperato, sebbene con stagioni ben marcate. L'India in seguito si è fusa al supercontinente meridionale Gondwana, un processo iniziato circa 550–500 Ma fa. Durante il tardo Paleozoico, Gondwana si estendava approssimativamente dal Polo Sud all'equatore, dove era situato il cratone indiano, pertanto quest'ultimo beneficiava di un clima mite adatto alla proliferazione di ecosistemi ad elevate biomasse.
Ciò è confermato dalle elevate riserve di carbone dell'India, le quarte per dimensioni al mondo, la gran parte formatasi nella sequenza sedimentaria del tardo Paleozoico. Durante il Mesozoico il pianeta era significativamente più caldo rispetto ad oggi. Con l'avvento del Carbonifero, il raffreddamento globale ha alimentato un'estesa glaciazione che si è diffusa verso nord dal Sud Africa sino all'India; questo evento si è protratto nel Permiano.

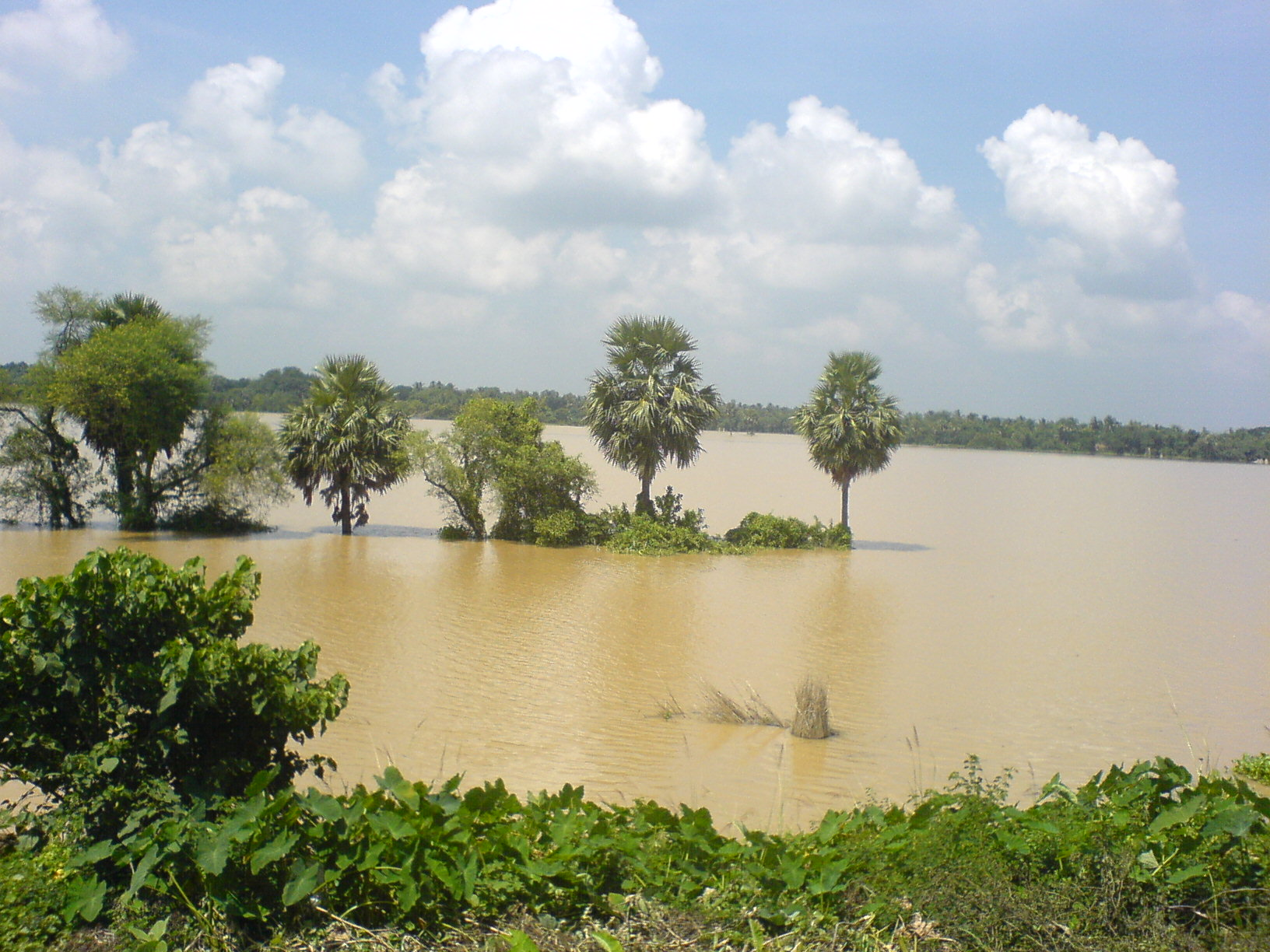
Diverse zone sono rimaste allagate a seguito delle intense precipitazioni causate dai monsoni nel Bengala occidentale.

Movimenti tettonici della placca indiana ne hanno causato l'attraversamento del punto caldo di Réunion, ora occupato dall'omonima isola vulcanica. Ciò ha portato alla formazione di un massiccio plateau basaltico che ha dato origine ai trappi del Deccan circa 60–68 Ma fa, verso la fine del periodo Cretaceo. Ciò può aver contribuito all'estinzione di massa del Cretaceo-Paleocene, che ha causato una significativa riduzione dell'insolazione dell'India. Elevati livelli atmosferici di gas sulfurei hanno portato alla formazione di aerosol quali il diossido di zolfo e l'acido solforico, simili a quelli che si trovano nell'atmosfera di Venere; sono in seguito precipitati sotto forma di pioggia acida. Elevate emissioni di diossido di carbonio hanno inoltre contribuito all'effetto serra, comportando un clima più caldo dopo che la cappa di aerosol e polveri si dissolse. Ulteriori cambiamenti climatici avvenuti 20 milioni di anni fa, molto tempo dopo lo scontro dell'India con la massa Laurasiana, furono sufficientemente intensi da causare l'estinzione di molte forme di vita endemiche. La formazione dell'Himalaya ha causato un'interruzione delle correnti di aria gelida provenienti dall'Asia Centrale, impedendo loro di raggiungere l'India; di conseguenza il clima indiano è molto più caldo e tropicale di quanto avrebbe dovuto essere.

## Regioni
L'India ospita una straordinaria varietà di regioni climatiche, a partire da quelle tropicali a sud, passando per quelle temperate, fino a quelle alpine nel nord, dove le precipitazioni nevose sono abbondanti nei mesi invernali. Il clima del paese è fortemente influenzato dalla catena dell'Himalaya e dal Deserto di Thar. L'Himalaya, insieme alle montagne dell'Hindu Kush in Pakistan, impedisce ai freddi venti catabatici dell'Asia centrale di entrare, mantenendo la maggior parte del subcontinente indiano più calda di molte altre località che si trovano a latitudini simili. Allo stesso tempo, il Deserto di Thar è strumentale nell'attirare venti monsonici sudoccidentali carichi di umidità, i quali, tra giugno e ottobre, contribuiscono alla maggior parte delle precipitazioni in India. Spiccano quattro gruppi climatici principali, ai quali si possono ricondurre sette zone climatiche che, come indicato dagli esperti, sono definite in base a parametri quali temperatura e precipitazioni. Ai gruppi vengono assegnati dei codici (vedi grafici) in base al sistema Köppen di classificazione dei climi.

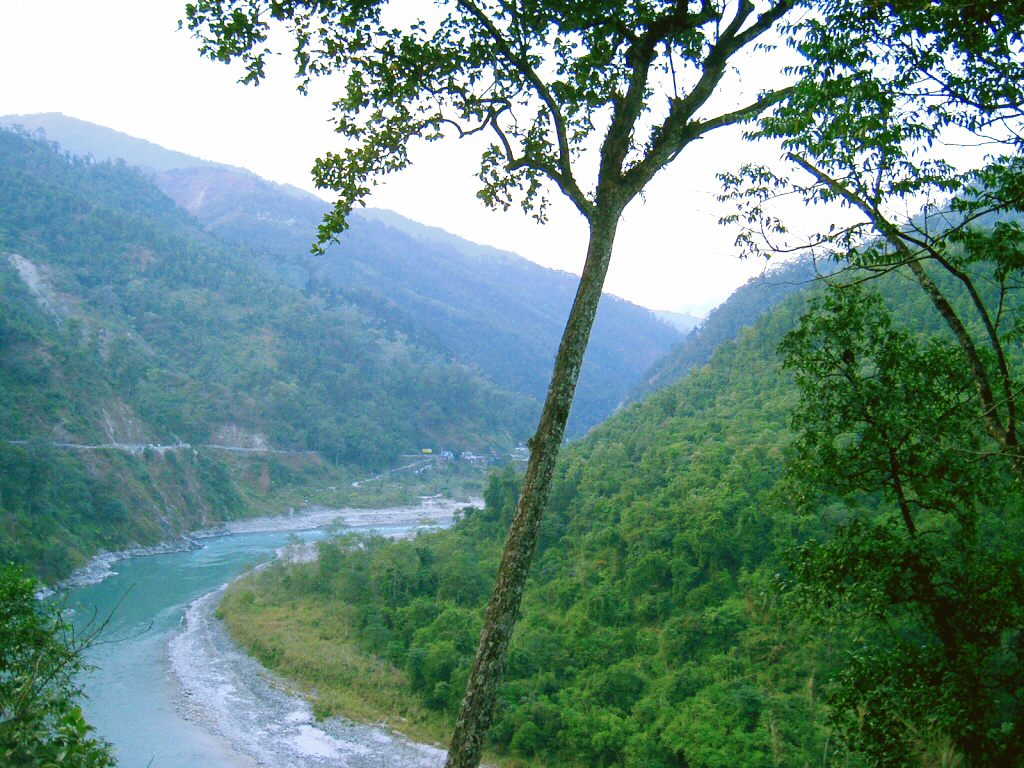
L'autostrada 31A corre lungo le rive del fiume Tista nei pressi di Kalimpong, nella regione collinare di Darjeeling nel West Bengal.

### Tropicale umida
Il clima tropicale piovoso insiste sulle regioni soggette a temperature medio-elevate, che normalmente non scendono mai sotto i 18 °C. L'India ospita due sottotipi climatici che ricadono in questo gruppo. Il più umido è il clima monsonico tropicale, che interessa una serie di pianure sudoccidentali confinanti con la Costa di Malabar, i Ghati occidentali e l'Assam meridionale. Soggetti a questo clima sono anche i territori isolani delle Laccadive e dell'arcipelago delle Andamane e Nicobare. Contraddistinto da temperature sostenute, anche in territori collinari, è caratterizzato da piogge intense, sebbene stagionali, di oltre 2.000 mm annui. La maggior parte delle precipitazioni cade tra maggio e novembre; esse sono sufficienti a sostenere lussureggianti foreste e vegetazione per il resto dell'anno. Il periodo compreso tra dicembre e marzo è particolarmente arido, con piogge pressoché assenti. Le intense piogge monsoniche sono responsabili dell'eccezionale biodiversità delle foreste tropicali presenti in queste regioni.
Decisamente più comune in India è il clima tropicale secco-umido. Notevolmente più asciutto rispetto alle aree con clima monsonico tropicale, prevale attraverso i territori peninsulari interni, eccetto che per una ombra pluviometrica semiarida ad oriente dei Ghati occidentali. L'inverno e l'inizio dell'estate sono periodi di prolungata siccità con temperature medie superiori a 18 °C. L'estate è estremamente calda: le temperature al livello del mare possono toccare i 50 °C, causando onde di calore che possono cagionare la morte di centinaia di persone.

La stagione delle piogge dura da giugno a settembre; le precipitazioni medie annue nella regione si attestano intorno ai 750–1,500 mm. Quando i monsoni secchi nordorientali iniziano a soffiare in settembre, la maggior parte delle precipitazioni cade sul Tamil Nadu, mentre altri stati rimangono, in proporzione, aridi. La precipitazione media annua nello Stato è di circa 945 mm, di cui il 48% è portato dal monsone nordorientale mentre il 32% da quello sudoccidentale. Poiché il Tamil Nadu dipende totalmente dalle piogge per i propri approvvigionamenti idrici, l'assenza di monsoni causa condizioni drammatiche di scarsità di acqua e di severa siccità.
Il delta del Gange si trova nella zona a clima umido tropicale: riceve tra 1.500 e i 2.000 mm di pioggia ogni anno nella parte occidentale, e da 2.000 a 3.000 mm nella parte orientale. Il mese più freddo dell'anno, in media, è mese di gennaio mentre aprile e maggio sono i mesi più caldi. Le temperature medie di gennaio sono tra i 14-25 °C, e le temperature medie di aprile dai 25 ai 35 °C. Luglio è mediamente il mese più piovoso: oltre 330 mm di pioggia cadono sul delta.

### Tropicale secca
Un clima tropicale arido e semi-arido domina le regioni in cui il tasso di perdita di umidità attraverso l'evapotraspirazione supera le precipitazioni; quest'area è suddivisa in tre sottotipi climatici. Il primo, un clima semi-arido tropicale, predomina su un lungo tratto di terra a sud del Tropico del Cancro e ad est dei Ghati occidentali e le colline Cardamom. La regione, che comprende Karnataka, l'entroterra di Tamil Nadu, il Andhra Pradesh occidentale e il Maharashtra centrale, riceve 400-750 millimetri ogni anno. È soggetta a siccità, in quanto tende ad avere piogge meno ricorrenti a causa di ritardi o del mancato passaggio del monsone di sud-ovest Karnataka è divisa in tre zone: costiera, nord interna e sud interna. Fra queste, la zona costiera riceve più precipitazioni, con una piovosità media di circa 3,638.5 mm all'anno, di gran lunga superiore alla media statale di 1.139 mm. Agumbe nel distretto di Shivamogga è al secondo posto come numero precipitazioni annuali in India. A nord del fiume Krishna, il monsone estivo è responsabile per la maggior parte delle precipitazioni, mentre a sud significative precipitazioni post-monsoniche si verificano anche nei mesi di ottobre e novembre. Nel mese di dicembre, il mese più freddo, le temperatura media si aggira intorno ai 20-24 °C. I mesi tra marzo e maggio sono caldi e secchi; con temperature mensili intorno ai 32 °C, con 320 mm di precipitazioni. Quindi, senza irrigazione artificiale, questa regione non è adatta all'agricoltura permanente.
La maggior parte del Rajasthan occidentale ha un regime climatico arido. I nubifragi sono responsabili di quasi tutte le precipitazioni annue, che ammontano a meno di 300 mm. Tali eventi meteorologici si verificano quando i venti monsonici spazzano la regione nei mesi di luglio, agosto e settembre. Queste piogge sono molto irregolari e possono verificarsi anche ad anni alterni. L'umidità atmosferica non riesce a precipitare a causa delle continue correnti discendenti. I mesi estivi di maggio e giugno sono eccezionalmente caldi: le temperature medie mensili della regione si attestano intorno ai 35 °C, con massimi che possono superare i 50 °C di giorno. Durante gli inverni, le temperature possono scendere sotto lo zero a causa di ondate di aria fredda provenienti dall'Asia centrale. Vi è un'escursione termica di circa 14 °C durante l'estate; che aumenta di parecchi gradi d'inverno.
A ovest, a Gujarat, le condizioni climatiche sono differenti. Gli inverni sono miti, piacevoli, e secchi con temperature medie diurne intorno 29 °C e le notturne intorno ai 12 °C: praticamente sole al mattino e notti serene. Le estati sono calde e secche con temperature diurne intorno 41 °C e le notturne non inferiori ai 29 °C. Nelle settimane precedenti i monsoni le temperature sono simili alle precedenti, mentre aumenta l'umidità. Le temperature sono di circa 35 °C, con umidità molto elevata, e di notte si aggirano intorno ai 27 °C. La maggior parte delle precipitazioni si verifica in questa stagione, e la pioggia può causare gravi inondazioni. Durante la stagione dei monsoni il sole è spesso nascosto.

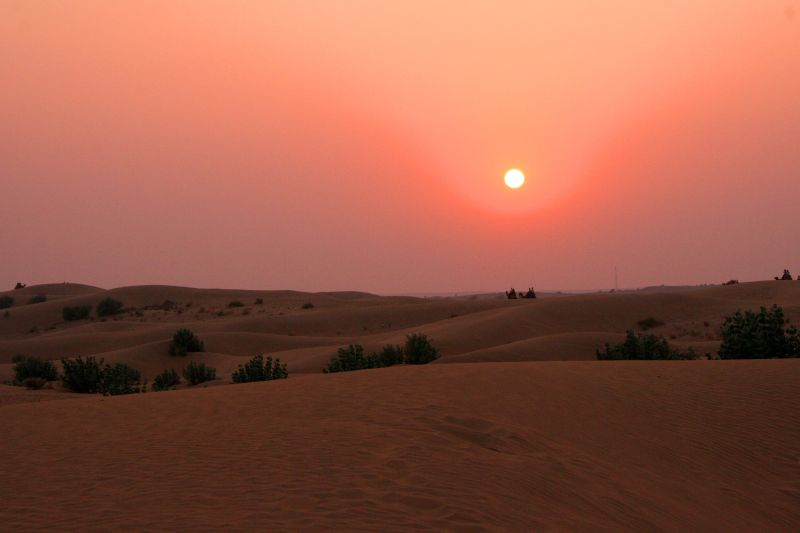
Deserto del Thar

A est del deserto del Thar, nelle regioni del Punjab, Haryana e Kathiawar si trova un clima tropicale e subtropicale. Il clima di Haryana assomiglia a quello degli altri stati delle pianure settentrionali: caldo estivo estremo fino a 50 °C e freddo invernale a partire da 1 °C. Maggio e giugno sono caldi; dicembre e gennaio sono più freddi. La pioggia è variabile: la regione dello Shivalik è la più piovosa e la regione del Aravali è il più secca. Circa l'80% delle precipitazioni si verifica nella stagione dei monsoni di luglio-settembre, periodo in cui possono verificarsi inondazioni. Il clima del Punjabi è caratterizzato da estremi di caldo e di freddo. Le aree vicino alle pendici dell'Himalaya ricevono forti piogge mentre quelle più distanti sono calde e secche. Il clima del Punjab ha tre stagioni, con i mesi estivi che si estendono dalla metà di aprile alla fine di giugno. Le temperature variano da -2 °C a 40 °C, ma possono raggiungere i 47 °C in estate e -4 °C in inverno. La zona, una regione climatica di transizione che separa l'area tropicale secca dalla subtropicale umida, ha temperature meno estreme di quelle del deserto. Le precipitazioni medie annue sono di 300–650 mm e sono molto variabili e, come in gran parte del resto dell'India, sono garantite dai monsoni. La temperatura estiva massima giornaliera si attesta a circa 40 °C; questo si traduce in una vegetazione naturale tipicamente erbosa.

### Subtropicale umida
La maggior parte del nord-est dell'India e gran parte del nord dell'India sono soggette ad un clima subtropicale umido. Anche se le estati sono calde durante i mesi più freddi la temperatura può scendere fino a 0 °C. A causa delle piogge monsoniche, l'India ha un solo sottotipo di questo clima secondo il sistema Köppen: Cwa. Nella maggior parte di questa regione, ci sono ben poche precipitazioni durante l'inverno, a causa del potente vento anticiclonico e catabatico proveniente dall'Asia centrale.
Le regioni subtropicali umide sono soggette a inverni secchi. Piogge e nevicate invernali sono associate a grandi sistemi di tempeste noti come "disturbi occidentali", provocati dai venti occidentali che si dirigono verso l'Himalaya. La maggior parte precipitazioni estive si verifica durante i forti temporali associati al monsone estivo, contribuendo agli occasionali cicloni tropicali. Le precipitazioni annuali variano da meno di 1.000 mm nella parte occidentale a oltre 2.500 mm nel nord-est. Poiché la maggior parte di questa regione è lontana dal mare, la temperatura è tipica di un clima continentale. Le temperature oscillano di più rispetto a quelle delle regioni umide tropicali, passando dai 24 °C nel centro-nord dell'India a 27 °C a est.

### Montana
Le zone settentrionali dell'India sono soggette a un clima montano, o alpino. Nell'Himalaya, la velocità in cui una massa d'aria cambia temperatura per ogni chilometro di quota (il gradiente adiabatico secco) è 9,8 °C / km. Le temperature scendono di 6.5 °C per ogni 1.000 metri di aumento di quota (gradiente termico verticale). I climi possono variare da quasi tropicale nelle colline a clima tipico della tundra sul piano nivale, e possono coesistere a poche centinaia di metri l'uno dall'altro. La temperatura varia notevolmente tra versanti al sole e all'ombra o tra il giorno e la notte. L'altitudine influenza anche le precipitazioni. Il lato settentrionale dell'Himalaya occidentale, conosciuto anche come la cintura trans-himalayana, è una regione sterile, arida, fredda, e ventosa. La maggior parte delle precipitazioni si verifica come nevicate durante i mesi invernali e primaverili.
Le zone a sud della catena dell'Himalaya sono in gran parte protette dai venti invernali provenienti dall'entroterra Asiatico. La parete nord delle montagne riceve meno pioggia, mentre le pendici meridionali, ben esposte al monsone, sono colpite da forti precipitazioni. Le zone situate ad altitudini tra 1.070 e 2.290 metri ricevono precipitazioni più pesanti, che decrescono rapidamente ad altitudini superiori a 2.290 metri. L'Himalaya subisce le peggiori nevicate tra dicembre e febbraio e ad altitudini superiori a 1.500 metri. Le nevicate aumentano con la quota fino a diverse decine di millimetri di aumento ogni 100 metri. Sopra 6.000 metri non cade la pioggia; tutte le precipitazioni sono nevose.

## Stagioni
Il Dipartimento meteorologico dell'India (IMD) indica quattro stagioni:
- Inverno, dura da dicembre a marzo. I mesi più freddi sono dicembre e gennaio, con temperature medie intorno ai 10-15 °C nel nord-ovest; le temperature si alzano procedendo verso l'equatore, con picchi intorno ai 20-25 °C nel sud-est dell'India continentale.
- Estate o stagione pre-monsonica, dura da aprile a giugno (da aprile a luglio a nord-ovest dell'India). Nelle regioni occidentali e meridionali, il mese più caldo è aprile; nelle regioni settentrionali, maggio. Le temperature medie sono intorno ai 32-40 °C nella maggior parte dell'entroterra.
- Monsone o stagione delle piogge, dura da luglio a settembre. La stagione è dominata dal monsone estivo, che attraversa lentamente tutto il paese a partire dalla fine di maggio o all'inizio di giugno. Le piogge monsoniche cominciano a ritirarsi dal nord dell'India all'inizio di ottobre. L'India del Sud riceve in genere più precipitazioni.
- Post-monsone o stagione autunnale, dura da ottobre a novembre. Nel nord-ovest dell'India, ottobre e novembre sono generalmente sereni. Tamil Nadu riceve la maggior parte delle precipitazioni annuali nella stagione del monsone di nordest.

Gli stati himalayani, essendo più temperati, hanno una stagione supplementare, la primavera, che coincide con le prime settimane d'estate del sud dell'India. Tradizionalmente, gli indiani conoscono sei stagioni o Ritu, ciascuna lunga circa due mesi: la primavera (sanscrito: vasanta), l'estate (grīṣma), la stagione monsonica (varṣā), l'autunno (śarada), l'inverno (hemanta), e la stagione pre-invernale (śiśira). Esse si basano sulla divisione astronomica di dodici mesi in sei parti. L'antico calendario induista nella disposizione dei mesi riflette le sei tradizionali stagioni.

### Inverno

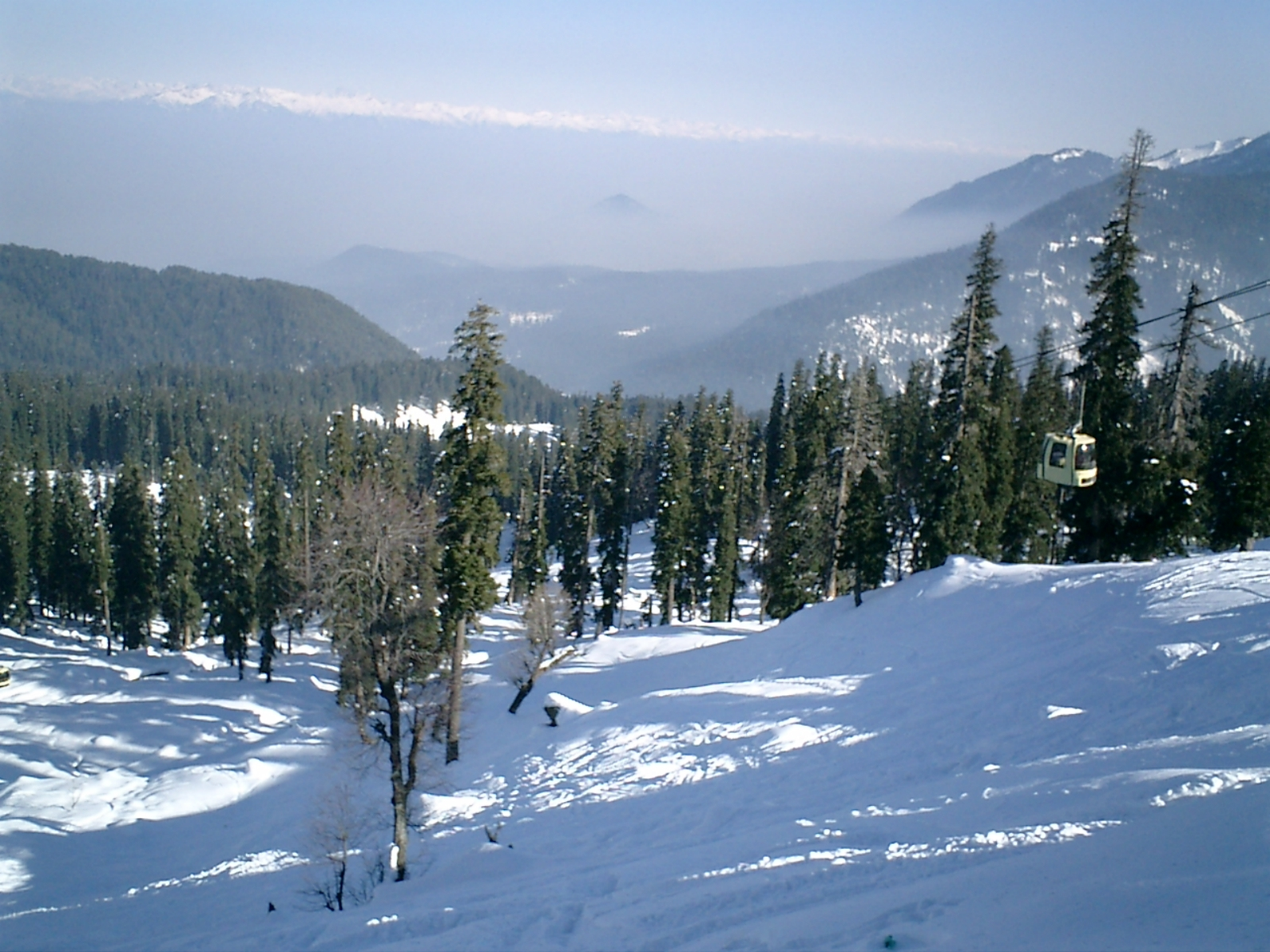
Gulmarg, una destinazione turistica sull'Himalaya.

Una volta che i monsoni si placano, le temperature medie scendono gradualmente in tutta l'India. Quando i raggi verticali del sole si spostano a sud dell'equatore, il clima diviene moderatamente fresco nella maggior parte delle regioni. Dicembre e gennaio sono i mesi più freddi, le temperature medie sono più elevate a est e a sud.
Nel nord-ovest dell'India, le nuvole sono praticamente assenti in ottobre e novembre, con conseguenti ampie oscillazioni delle temperature diurne. Come nella gran parte dell'altopiano del Deccan, da gennaio a febbraio si registrano i "disturbi occidentali" che portano raffiche consistenti di pioggia e neve. Questi sistemi di bassa pressione hanno origine nel Mar Mediterraneo orientale. Essi sono trasportati verso l'India da venti occidentali subtropicali, che soffiano prevalentemente alle latitudini nord dell'India. Una volta che il loro passaggio viene ostacolato dall'Himalaya, non sono in grado di procedere oltre e rilasciare precipitazioni significative sopra l'Himalaya meridionale.
Le condizioni climatiche del Himachal Pradesh mutano notevolmente a causa delle variazioni di quota (450-6500 metri). Il clima va da caldo e subtropicale umido (450-900 metri) nei tratti bassi meridionali, a caldo e temperato (900-1800 metri), a fresco e temperato (1900-2400 metri) e freddo glaciale alpino (2400-4800 metri) nelle alte catene montuose settentrionali e orientali. A ottobre, le notti e le mattine sono molto fredde. Da inizio dicembre a fine marzo si verificano nevicate a quote di circa 3000 m, che possono arrivare fino a 3 metri di altezza. Sopra i 4500 m le nevi sono perenni. La stagione primaverile inizia da metà febbraio a metà aprile. La stagione delle piogge inizia alla fine del mese di giugno. Il paesaggio diventa verde e fresco, i corsi d'acqua e le sorgenti naturali stagionali rifioriscono. Le forti piogge nei mesi di luglio e agosto causano ingenti danni con l'erosione, le inondazioni e le frane. Dharamsala riceve le maggiori precipitazioni, quasi 3.400 mm. Spiti è la zona più arida dello Stato, dove la pioggia annuale è inferiore ai 50 mm. I sei stati e territori dell'Himalaya (estremo nord di Jammu e Kashmir, Ladakh Himachal Pradesh, Uttarakhand, Sikkim, nord est del Bengala e Arunachal Pradesh) hanno abbondanti nevicate. Manipur e Nagaland non si trovano nell'Himalaya, ma sono soggetti ugualmente a nevicate; in Ladakh, le bufere di neve si verificano regolarmente, interrompendo molte attività, quali le comunicazioni.
Il resto del nord dell'India, compresa la pianura Indo-Gangetica, non riceve mai nevicate. Le temperature in pianura qualche volta scendono sotto lo zero, anche se mai per più di uno o due giorni. Le massime invernali di Delhi sono di 16-21 °C, le temperature notturne medie di 2-8 °C. Nelle pianure del Punjab, le minime possono arrivare sotto lo zero, scendendo a circa -6 °C in Amritsar. Il segno distintivo della stagione è la nebbia, che interrompe spesso la vita quotidiana; essa è abbastanza spessa da impedire la visibilità e disturbare i viaggi aerei per 15-20 giorni all'anno. In Bihar, nel mezzo della pianura del Gange, il caldo estivo dura fino alla metà di giugno. La temperatura più alta viene spesso registrata a maggio, che è il periodo più caldo. Come il resto del nord, Bihar è attraversato anche da tempeste di sabbia, temporali e venti che sollevano polvere durante la stagione calda. Le tempeste di polvere hanno una velocità di 48–64 km/h e sono più frequenti a maggio, con un secondo massimo in aprile e giugno. I venti caldi delle pianure di Bihar soffiano nei mesi di aprile e maggio, con una velocità media di 8–16 km/h. Segue la stagione della piogge che inizia a giugno.
I mesi più piovosi sono luglio e agosto. Le piogge provengono dal monsone di sud-ovest. In Bihar ci sono tre distinte aree dove le precipitazioni superano i 1.800 mm. Due di loro sono in porzioni a nord e nord-ovest dello Stato; la terza si trova nella zona intorno Netarhat. Il monsone di sud-ovest solitamente si ritira da Bihar nella prima settimana di ottobre. Il clima dell'India orientale è molto più mite, con giornate moderatamente calde e notti fresche. Le massime vanno da 21 °C in Patna a 23 °C a Calcutta; le minime vanno in media dai 7 °C in Patna a 9 °C di Calcutta.
I venti gelidi provenienti dall'Himalaya possono far abbassare le temperature nei pressi del fiume Brahmaputra. L'Himalaya ha un profondo effetto sul clima del subcontinente indiano e sull'altopiano tibetano: impedisce ai venti artici freddi e secchi di soffiare nel subcontinente, mantenendo il Sud Asia molto più caldo rispetto alle regioni temperate degli altri continenti. Esso costituisce anche una barriera per i venti monsonici, impedendogli di viaggiare verso nord, e causando forti piogge nella regione del Terai. L'Himalaya svolge apparentemente un importante ruolo nella formazione dei deserti dell'Asia centrale, come il Taklamakan e Gobi. Le catene montuose evitano che le perturbazioni invernali occidentali in Iran viaggino più a est, con conseguenti nevicate in Kashmir e piogge nel Punjab e nel nord dell'India. Nonostante vi sia una barriera per i freddi venti invernali, la valle del Brahmaputra riceve parte dei venti gelidi, che abbassano la temperatura nel nord-est dell'India e del Bangladesh. L'Himalaya è spesso chiamato "il tetto del mondo", perché contiene la più grande area di ghiacciai e permafrost al di fuori dei poli. Dieci dei più grandi fiumi dell'Asia nascono da lì. I due stati himalayani ad est, Sikkim e Arunachal Pradesh, sono attraversati da notevoli nevicate. Nell'estremo nord del Bengala occidentale, soprattutto in Darjeeling, le nevicate si verificano raramente.
In India del sud prevale un clima più fresco, in particolare nell'entroterra del Maharashtra, Madhya Pradesh, parti del Karnataka e Andhra Pradesh. Le temperature minime nel Maharashtra occidentale, Madhya Pradesh e Chhattisgarh si aggirano intorno ai 10 °C mentre nel sud del Deccan, raggiungono i 16 °C. Le aree costiere nei pressi della costa di Coromandel hanno temperature quotidiane elevate tra i 30 °C e i 21 °C. Nei Ghati occidentali, soprattutto nel Nilgiri, le minime possono scendere sotto lo zero; contro una media di 12-14 °C sulla costa Malabar dove, come nelle altre zone costiere, l'Oceano Indiano esercita una forte influenza moderatrice sul tempo. La regione ha precipitazioni medie di 800 millimetri all'anno, la maggior parte delle quali cade tra ottobre e dicembre. La topografia della baia del Bengala favorisce durante la stagione del monsone la formazione di cicloni e uragani, piuttosto che di precipitazioni costanti. Di conseguenza la costa è colpita dal tempo inclemente quasi ogni anno tra ottobre e gennaio.

### Estate

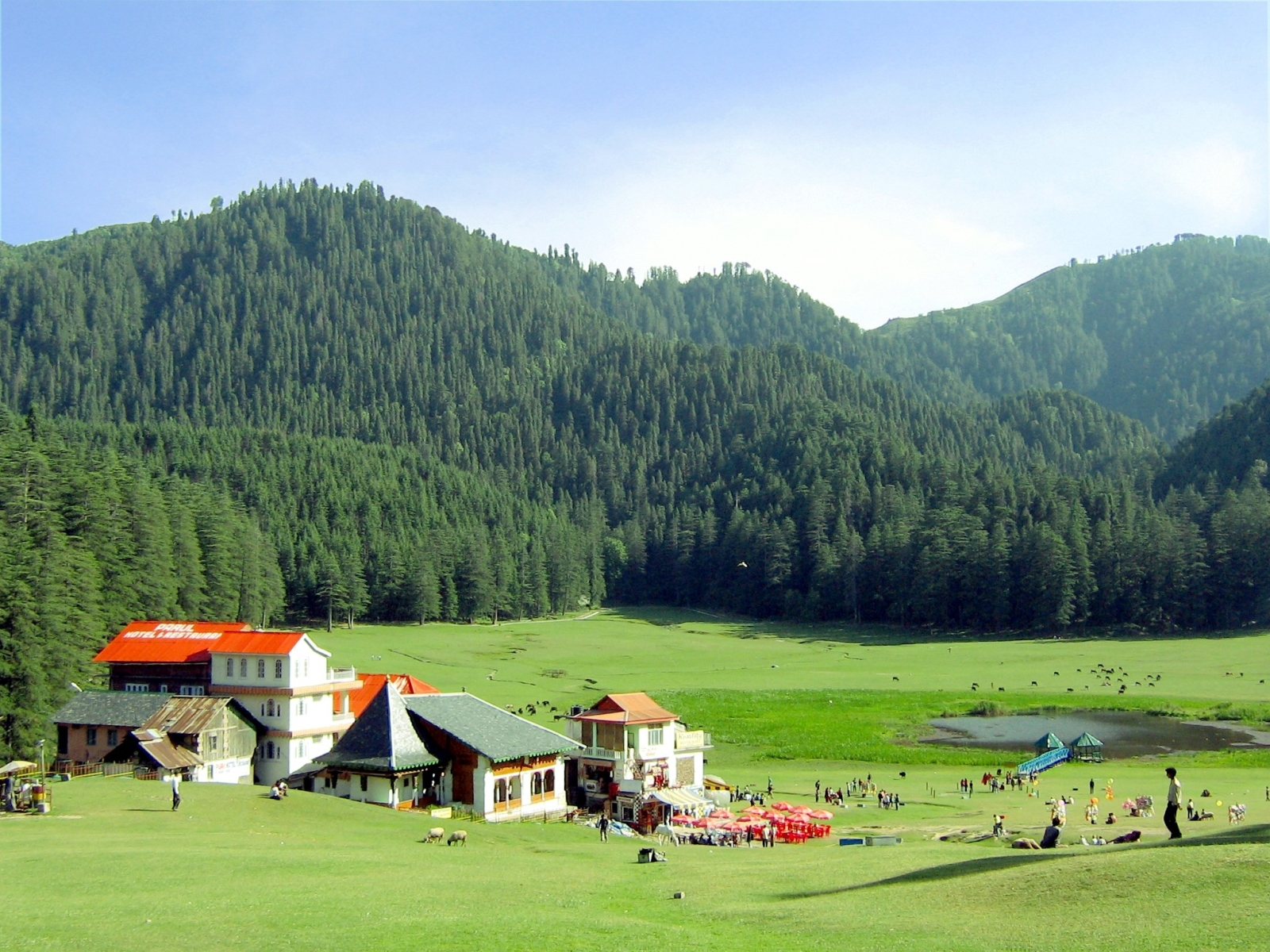
Panorama estivo di Khajjiar, nel Himachal Pradesh

L'Estate dura da aprile a luglio nel nord-ovest dell'India, mentre nel resto del paese da marzo a giugno. Le temperature aumentano a nord quando i raggi verticali del sole raggiungono il Tropico del Cancro. Aprile è il mese più caldo per le regioni occidentali e meridionali del paese; per la maggior parte del nord dell'India, è maggio. Durante questa stagione sono state registrate in alcune parti dell'India temperature di 50 °C e superiori. Un'altra caratteristica sorprendente dell'estate è il Loo, caratterizzato da forti, raffiche di venti caldi e secchi che soffiano durante il giorno nel nord-ovest dell'India. L'esposizione diretta a questi venti può essere fatale. Nelle regioni più fredde del nord dell'India, i temporali pre-monsone formano una squall-line, conosciuta localmente come "Nor'westers", che provoca solitamente grandi grandinate. In Himachal Pradesh, l'estate dura da metà aprile fino alla fine di giugno, con aumenti della temperatura (tranne nelle zone alpine che hanno estate più mite) che va da 28 °C a 32 °C. L'Inverno dura da fine novembre a metà marzo. Nevicate sono comuni nei tratti alpini al di sopra di 2.200 metri, in particolare nelle regioni himalayane. Vicino alla costa la temperatura si aggira intorno a 36 °C, la vicinanza del mare aumenta il livello di umidità. Nel sud dell'India, le temperature sono più alte di qualche grado sulla costa orientale rispetto alla costa occidentale.
A maggio, la maggior parte dell'entroterra indiano ha temperature superiori a 32 °C, mentre le temperature massime spesso superano i 40 °C. Nei mesi caldi di aprile e maggio, i disturbi occidentali, fanno scendere le temperature, ma diminuiscono rapidamente di frequenza con l'estate che avanza. Una maggiore frequenza di tali disturbi in aprile si correla con il ritardo dell'esordio monsone, allungando l'estate nel nord-ovest dell'India. In India orientale, le date di esordio monsoniche sono avanzate nel corso degli ultimi decenni, con conseguenti estati più brevi.
L'altezza influenza in larga misura la temperatura, visto il clima più freddo nelle parti superiori del Deccan e in altre aree. In collina, come a Ootacamund nei Ghati occidentali e a Kalimpong nell'Himalaya orientale, le temperature massime medie di circa 25 °C offrono una tregua dal caldo. A quote più basse, in alcune zone del nord e ovest dell'India, da ovest durante il giorno, soffia un forte vento caldo e secco noto come Loo. Le temperature molto elevate, in alcuni casi fino a circa 45 °C possono causare fatali di insolazioni. Possono verificarsi anche tornado, concentrati in un corridoio che si estende da nord-est dell'India fino al Pakistan. Anche se sono fenomeni rari, nel 1835 ne sono stati registrati una decina.

### Monsone

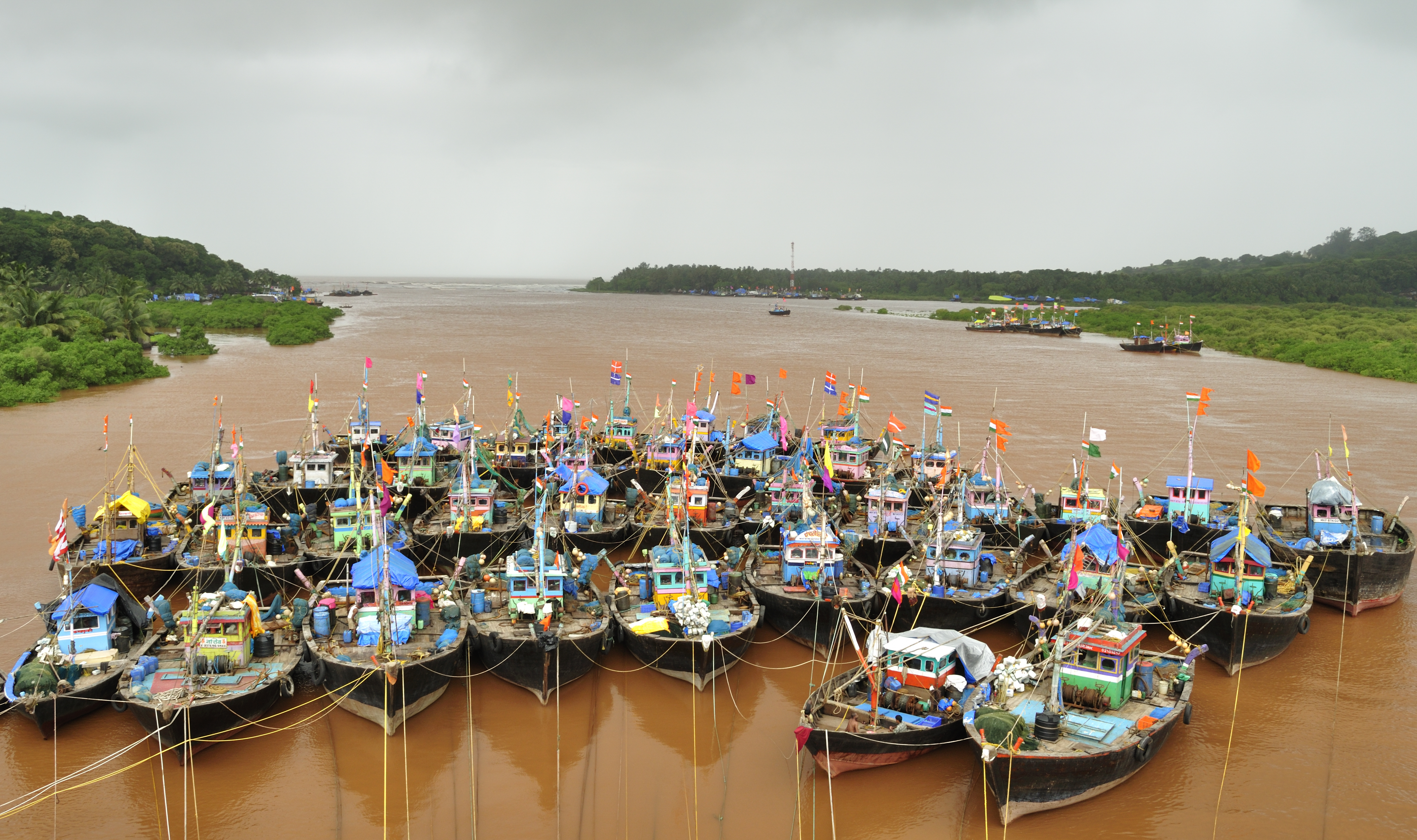
Pescherecci parcheggiati nel Anjarle per la stagione dei monsoni. La pesca nelle zone costiere non è possibile a causa delle condizioni atmosferiche avverse.

Il monsone estivo di sud-ovest dura quattro mesi. Enormi temporali convettivi dominano il clima dell'India, nella più produttiva stagione delle piogge della Terra. Un prodotto di alisei sudorientali che origina da una massa di alta pressione centrata sopra l'Oceano Indiano meridionale, il monsone fornisce oltre l'80% delle precipitazioni annuali in India. Attratta da una regione a bassa pressione dell'Asia del Sud, la massa genera venti di superficie che trasportano aria umida verso l'India da sud-ovest. Questi flussi derivano da uno spostamento a nord della corrente a getto locale, che a sua volta derivano all'aumento delle temperature estive sopra il Tibet e il subcontinente indiano. Il vuoto lasciato dalla corrente, che passa a sud della catena dell'Himalaya, attrae aria calda e umida.
Il fattore principale alla base di questo cambiamento è l'elevata differenza di temperatura estiva tra l'Asia centrale e l'Oceano Indiano. Questo fatto è accompagnato da un'escursione della normale zona di convergenza intertropicale equatoriale, una cintura di bassa pressione a nord verso l'India. Questo sistema si è intensificato a causa del sollevamento del Tibet, che ha accompagnato la transizione Eocene-Oligocene, (un episodio di raffreddamento globale e desertificazione avvenuto 34-49 milioni di anni fa).
Il monsone di sudovest si divide in due rami: il ramo della Baia del Bengalae il ramo del Mar Arabico. Quest'ultimo si estende verso una zona di bassa pressione sopra il deserto di Thar ed è circa tre volte più forte del ramo del Golfo del Bengala. Il monsone irrompe sul territorio indiano circa il 25 maggio, scagliandosi sulle isole Andamane e Nicobare nella baia del Bengala. Colpisce il continente indiano circa il 1º giugno, nei pressi della costa di Malabar del Kerala.
Entro il 9 giugno, raggiunge Mumbai e il 29 giugno Delhi. Il ramo del Golfo del Bengala, che segue inizialmente la costa del Comandal nord-est da Capo Comorin a Orissa, devia a nord-ovest verso la pianura Indo-Gangetica. Il ramo del Mar Arabico si muove a nord-est verso l'Himalaya. La prima settimana di luglio, l'intero paese è attraversato da piogge monsoniche; l'India del sud riceve più pioggia dell'India del nord. Tuttavia, il nordest dell'India riceve il più precipitazioni. Le nuvole monsoniche iniziano ritirarsi dal nord dell'India alla fine del mese di agosto e da Mumbai entro il 5 ottobre. L'India si raffredda nel mese di settembre, e il monsone sud-ovest si indebolisce. Entro la fine di novembre, ha lasciato il paese.
Le piogge monsoniche hanno grande impatto sulla salute dell'economia indiana, essendo strettamente correlate al boom economico; l'agricoltura indiana impiega 600 milioni di persone e pesa sul 20% del PIL nazionale. I monsoni deboli o la mancanza di monsoni (siccità) hanno come risultato gravi perdite agricole che ostacolano in modo sostanziale la crescita economica globale. Queste piogge oltre a ridurre le temperature e possono ricostituire le falde acquifere e i fiumi.

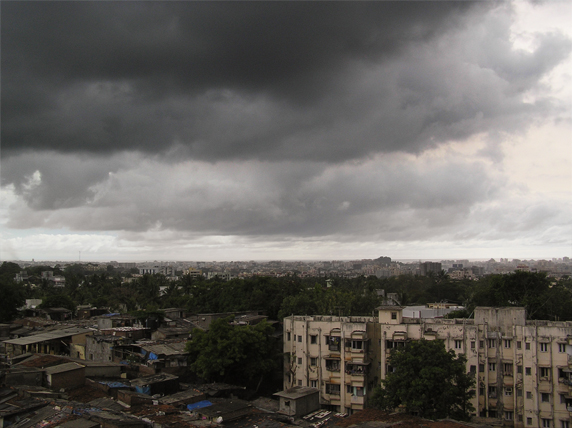
Nubi pre-monsoniche, come appaiono a Mumbai, Maharashtra occidentale.

### Stagione post-monsonica
Durante i mesi post-monsonici, da ottobre a dicembre, un monsone diverso, quello nord-est (o di "ritirata"), porta clima secco, fresco, e trasferisce dense masse d'aria dell'Asia centrale a molte parti dell'India. I venti si riversano nell'Himalaya e proseguono a sud-ovest in tutto il paese, con conseguente cielo soleggiato e chiaro. Anche se il Dipartimento meteorologico Indiano e altre fonti si riferiscono a questo periodo come una quarta stagione ("post-monsone"), altre fonti indicano solo tre stagioni. A seconda del luogo, questo periodo dura da ottobre a novembre, dopo che il monsone sud-ovest ha raggiunto l'apice. Cadono sempre meno precipitazioni, e la vegetazione comincia a seccarsi. In molte parti dell'India, questo periodo segna il passaggio dalla stagione umida alla stagione secca. Le temperature massime giornaliere oscillano tra 28 e 34 °C.
Il monsone di nord-est, che ha inizio nel mese di settembre, dura anche nella stagione post-monsonica, e termina solo a marzo. Trasporta venti che hanno già perso la loro umidità, mentre attraversa l'Asia centrale e la vasta regione situata a nord dell'Himalaya. Attraversa l'India in diagonale da nord-est a sud-ovest. Tuttavia, il passaggio nel Golfo del Bengala sulla costa orientale dell'India sì che i venti siano umidificati prima di raggiungere Capo Comorin e il resto del Tamil Nadu, il che significa che questo Stato, insieme ad alcune parti del Kerala, sperimentano significative precipitazioni nei periodi post monsonici e invernali. Tuttavia, il Bengala Occidentale, l'Orissa, l'Andhra Pradesh, l'Karnataka e il nord-est dell'India ricevono anche precipitazioni dal monsone di nordest.

## Calamità atmosferiche
Le catastrofi naturali legate al clima provocano in India massicce perdite di vite e di proprietà. Siccità, inondazioni, cicloni, valanghe, frane causate dalle piogge torrenziali e tempeste di neve rappresentano le minacce più gravi. Altri pericoli sono le frequenti tempeste di polvere d'estate, che di solito vanno da nord a sud; causando gravi danni nell'India del nord e il deposito di grandi quantità di polvere proveniente dalle regioni aride. La grandine è comune in alcune parti dell'India, e causa gravi danni alle colture permanenti come il riso e il grano.